# آوریل السینا
آوریل السینا (انگلیسی: Oriol Alsina؛ زادهٔ ۲۱ اوت ۱۹۶۷) بازیکن فوتبال اهل اسپانیا است.